# Steenrich
Steenrich är en kulle i Luxemburg. Den ligger i kommunen Parc Hosingen, i den norra delen av landet, 47 kilometer norr om staden Luxemburg. Toppen på Steenrich är 526 meter över havet.